# Kevin Doyle
Kevin Edward Doyle (Adamstown, 1983. szeptember 18. –) ír labdarúgó, aki jelenleg a Wolverhampton Wanderersben játszik.

## Pályafutása

### Kezdeti évek
Doyle szülővárosa, Adamstown csapatában kezdett futballozni, ott figyelt fel rá a St Patrick's Athletic, akik 2001 szeptemberében le is igazolták. Eleinte az ificsapatban játszott, de hónapokon belül felkerült a felnőttek közé. 2003 februárjában a Cork Cityhez szerződött, ahol a kezdetekben jobbszélsőként számítottak rá, de hamarosan visszatért a csatárposztra. A Corknál töltött ideje alatt 75 bajnoki mérkőzésen lépett pályára és 25 gólt szerzett.

### Reading
2005. június 7-én körülbelül 78 ezer fontért a Readinghez igazolt. A kék-fehérek Dave Kitson tartalékának szánták, de hamar kiderült, hogy sokkal jobb képességű játékos, minthogy a kispadon üljön. Fontos tagja volt annak a csapatnak, mely a 2005/06-os szezonban bajnok lett az angol másodosztályban. Az idény végén őt választották a Reading legjobbjának és bekerült a Championship álomcsapatába is.
Doyle a Premier League-ben sem vesztett a lendületéből, a 2006/07-es idényben is fontos gólokat szerzett. Első élvonalbeli gólját az Aston Villa ellen lőtte, azt a találkozót végül 2-1-re elvesztette a Reading. 2007-ben Doyle bebizonyította, hogy a fejjátékára is lehet számítani, akkoriban több gólt fejelt, mint bárki más Angliában.
A 2007/08-as szezon végén a Reading kiesett a Premier League-ből, de sikerült megtartania legjobbjait, köztük Doyle-t is. A csapat a másodosztály negyedik helyén végzett, így osztályozót játszhatott a feljutásért, de az elődöntőben kikapott a Burnleytől. Doyle-t ezután egyre többször hozták hírbe élvonalbeli csapatokkal.

### Wolverhampton Wanderers
Doyle 2009. június 30-án a Premier League-be frissen feljutott Wolverhampton Wanderershez igazolt. A Farkasok klubrekordnak számító 6,5 millió fontot fizettek érte.

## Sikerei, díjai
- Cork City
  - Ír bajnok: 2005
- Reading
  - Az angol másodosztály bajnoka: 2006

## Külső hivatkozások
- Kevin Doyle pályafutásának statisztikái a Soccerbase oldalon (angolul)